# Hydroides
Hydroides är ett släkte av ringmaskar som beskrevs av Gunnerus 1768. Hydroides ingår i familjen Serpulidae.

## Bildgalleri

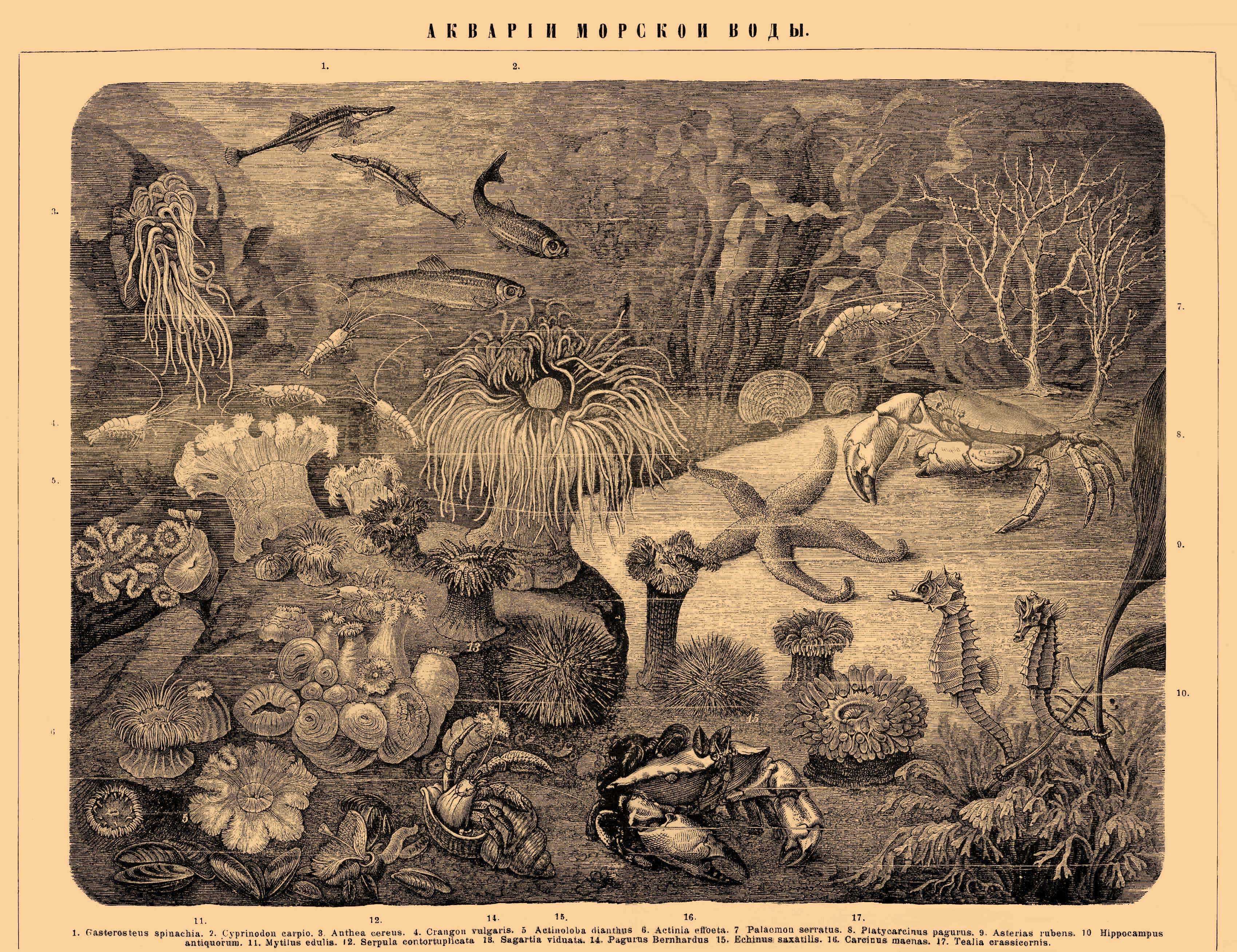
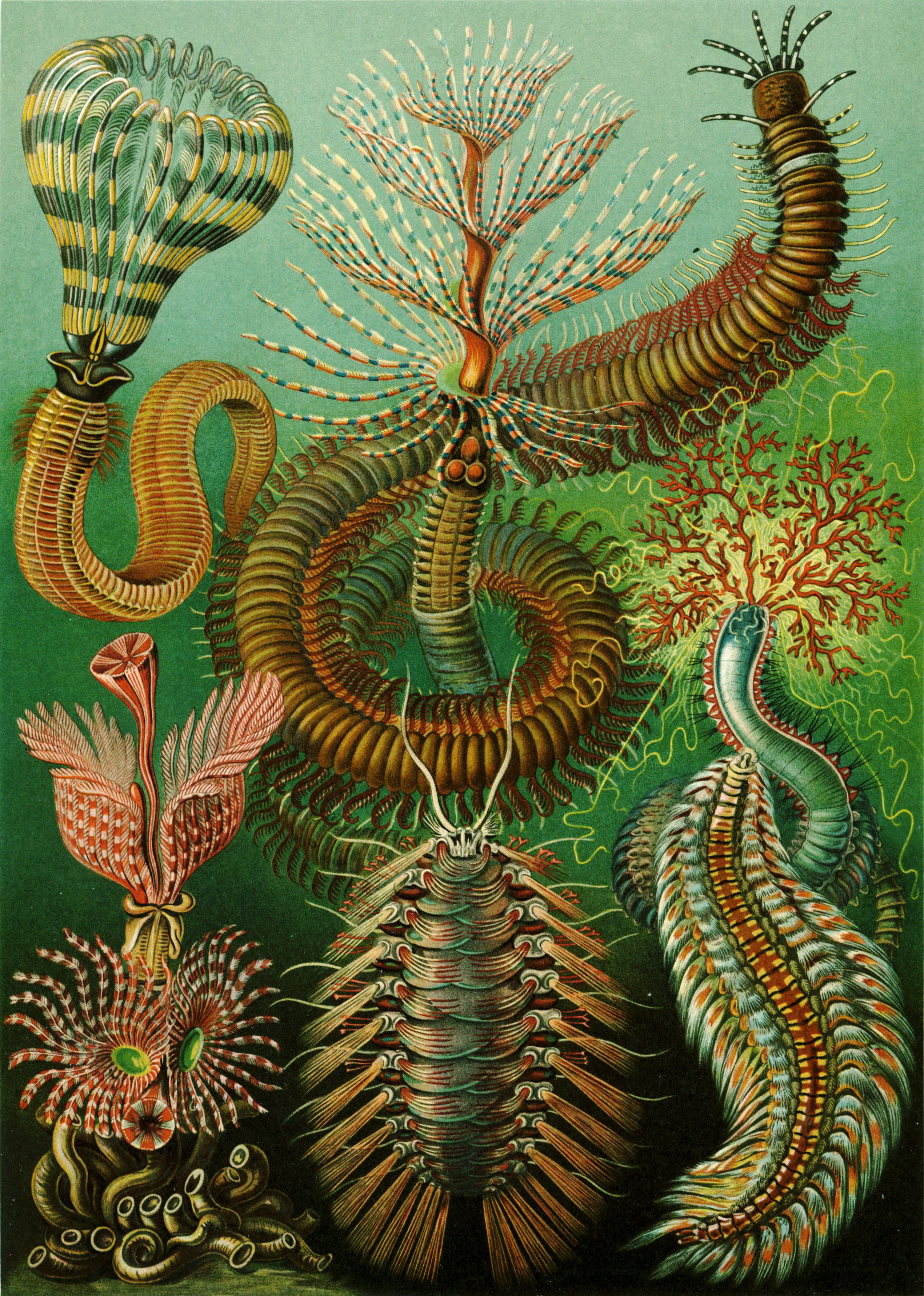
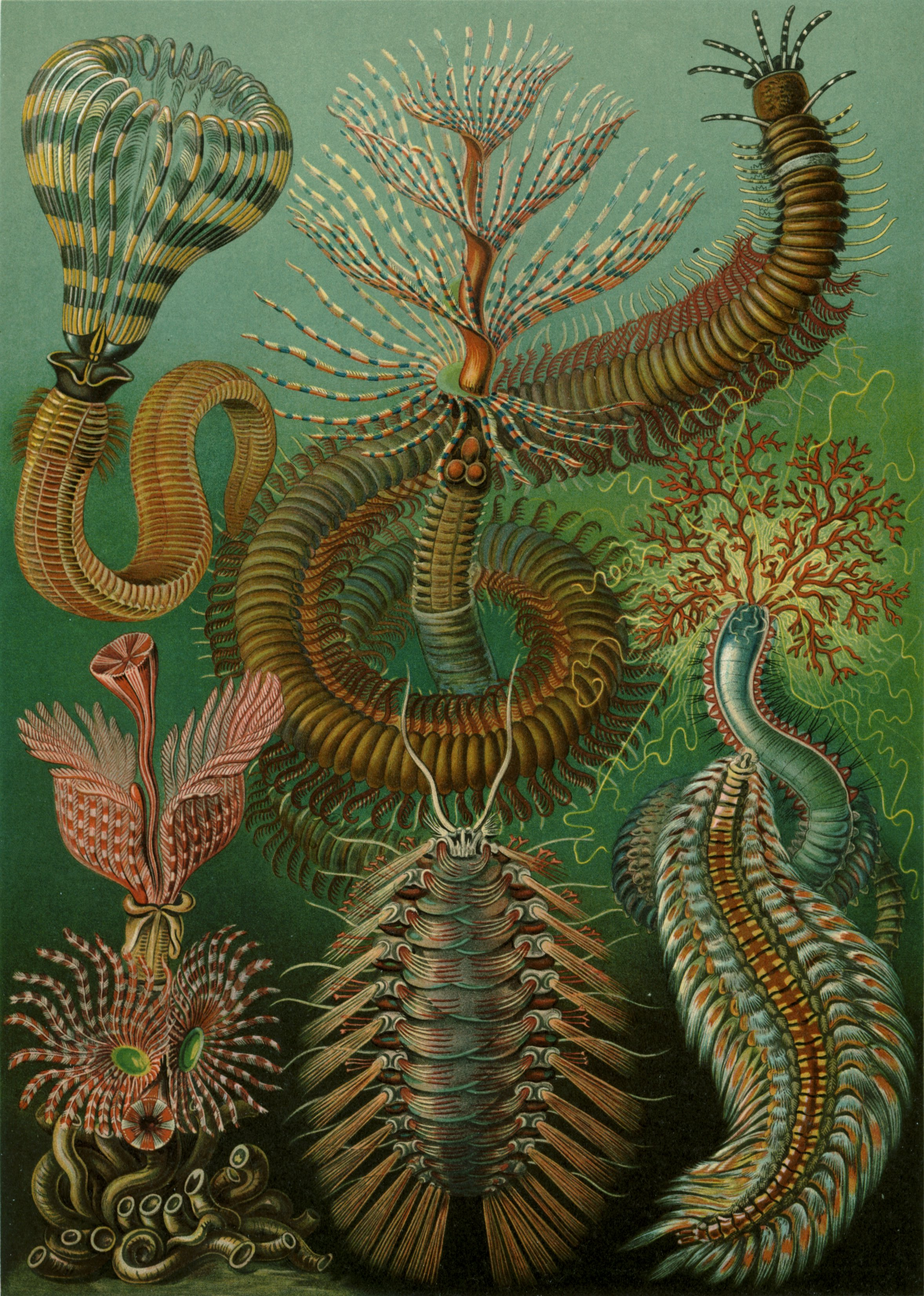

## Dottertaxa tillHydroides, i alfabetisk ordning[1][2]
- Hydroides alatalateralis
- Hydroides albiceps
- Hydroides ancorispinus
- Hydroides arnoldi
- Hydroides augeneri
- Hydroides azoricus
- Hydroides bandaënsis
- Hydroides bannerorum
- Hydroides bifurcatus
- Hydroides bisectus
- Hydroides bispinosus
- Hydroides brachyacanthus
- Hydroides bulbosus
- Hydroides calopoma
- Hydroides capensis
- Hydroides centrospina
- Hydroides chilensis
- Hydroides cruciger
- Hydroides dafnii
- Hydroides deleoni
- Hydroides dianthus
- Hydroides dipoma
- Hydroides diramphus
- Hydroides elegans
- Hydroides elegantulus
- Hydroides exaltatus
- Hydroides externispina
- Hydroides ezoensis
- Hydroides floridanus
- Hydroides furcifer
- Hydroides fuscus
- Hydroides fusicola
- Hydroides gairacensis
- Hydroides glandifer
- Hydroides gracilis
- Hydroides groenlandica
- Hydroides helmatus
- Hydroides heterocerus
- Hydroides heterofurcatus
- Hydroides homoceros
- Hydroides huanghaiensis
- Hydroides humilis
- Hydroides inermis
- Hydroides lambecki
- Hydroides longispinosus
- Hydroides longistylaris
- Hydroides malleolaspinus
- Hydroides microtis
- Hydroides minax
- Hydroides mongeslopezi
- Hydroides monroi
- Hydroides mucronatus
- Hydroides multispinosus
- Hydroides nanhaiensis
- Hydroides niger
- Hydroides nodosus
- Hydroides norvegica
- Hydroides norvegicus
- Hydroides novaepommeraniae
- Hydroides ochoterena
- Hydroides operculatus
- Hydroides panamensis
- Hydroides parvus
- Hydroides perezi
- Hydroides plateni
- Hydroides priscus
- Hydroides protulicola
- Hydroides pseudouncinatus
- Hydroides ralumianus
- Hydroides rectus
- Hydroides recurvispina
- Hydroides rhombobulus
- Hydroides rostratus
- Hydroides salazarvallejoi
- Hydroides sanctaecrucis
- Hydroides similis
- Hydroides similoides
- Hydroides sinensis
- Hydroides spongicola
- Hydroides steinitzi
- Hydroides stoichadon
- Hydroides tambalagamensis
- Hydroides tenhovei
- Hydroides trilobulus
- Hydroides trivesiculosus
- Hydroides trompi
- Hydroides tuberculatus
- Hydroides uncinata
- Hydroides uncinatus
- Hydroides uniformis
- Hydroides xishaensis